# Israel Knohl
Israel Knohl ( em hebraico:  ישראל קנוהל; nascido em 13 de março de 1952) é um estudioso e historiador da Bíblia em Israel. Ele é o professor de estudos bíblicos Yehezkel Kaufmann da Universidade Hebraica de Jerusalém e membro sênior do Instituto Shalom Hartman em Jerusalém. Seus livros tratam da integração de descobertas científicas e arqueológicas com o relato bíblico, as primeiras crenças israelitas, uma pesquisa sobre o culto israelita e como e onde os israelitas se originaram.

## Biografia
Israel Knohl nasceu Giv'at Aliyah, Israel. Depois de servir nas Forças de Defesa de Israel (IDF), ele formou-se no Departamento de Talmude da Universidade Hebraica de Jerusalém. Em seu trabalho de pós-graduação, mudou-se para o Departamento Bíblico e concluiu seu doutorado em 1988, sob a supervisão de Moshe Greenberg, com uma dissertação sobre o relacionamento entre a fonte do Sacerdócio Pentateuco e o código de santidade .
Knohl vive em Jerusalém e é o pai dos três filhos. Seu irmão Elyashiv Knohl era o rabino do Kibutz Kfar Etzion .

## Carreira acadêmica
Após uma bolsa de pós-doutorado em Princeton, ingressou na faculdade do Departamento Bíblico da Universidade Hebraica, onde atuou como Presidente do Departamento de 1999 a 2001. Atualmente, ele é o professor de estudos bíblicos Yehezkel Kaufmann na Universidade Hebraica de Jerusalém e um membro sênior do Shalom Hartman Institute em Jerusalém. Ele atuou como professor visitante em Berkeley, Stanford, Chicago Divinity School e Harvard.

## Pontos de vista e opiniões
Knohl identifica-se como judeu religioso e afirma que a crítica bíblica não está necessariamente em desacordo com as crenças judaicas tradicionais. Ele ressalta que a visão de que o Pentateuco foi composto por vários autores é apoiada por vários autores judeus, começando na própria Bíblia e culminando com Abraão ibn Ezra e Hasidei Asquenaz.

## Trabalhos publicados
O primeiro livro de Knohl, O Santuário do Silêncio, foi publicado originalmente em hebraico. Baseado em sua tese de doutorado, relaciona-se às suas teorias sobre a datação da fonte sacerdotal. Knohl propõe que a fonte sacerdotal (P) data de um período muito anterior ao que normalmente se supõe e que o código de santidade (H) representa uma adição ao código da lei de P, em vez da interpretação padrão que é o inverso. Knohl sugere que H poderia ter sido inserido em P como uma resposta do sacerdócio do Templo aos crescentes movimentos proféticos. A opinião de Knohl foi amplamente aceita pelos estudiosos, principalmente por Jacob Milgrom em seu influente comentário sobre Levítico. O livro ganhou o Prêmio Shkop pelo melhor trabalho na literatura bíblica.

### O Servo Sofredor dos Pergaminhos do Mar Morto
Knohl é mais conhecido por sua teoria de que a cultura judaica continha um mito sobre um messias que ressuscitou dos mortos nos dias anteriores a Jesus de Nazaré . Um dos antecedentes históricos dessa figura messiânica é Menahem, o essênio, mencionado várias vezes na literatura rabínica . Essas teorias são expostas em O Messias Antes de Jesus: O Servo Sofredor dos Pergaminhos do Mar Morto (University of California Press, 2000). Ele também diz encontrar evidências dessa crença nos Manuscritos do Mar Morto, embora sua interpretação do hino de Auto-glorificação parcialmente preservado, sobre o qual sua teoria se baseia, não seja universalmente aceita. Em 2007, depois de pesquisar a inscrição do Gabriel Revelation, Knohl alegou que apoiava sua contenção de um Messias assassinado ressuscitado após três dias, ele se baseava principalmente nas palavras לשלושת ימין חאיה (depois de três dias que ele viverá) na inscrição. Essa leitura foi controversa e Knohl mais tarde se retratou a favor dos mais aceitos לשלושת ימין האות (depois de três dias, haverá um sinal). Suas idéias sobre o mito do messias foram amplamente revistas na imprensa popular, incluindo o New York Times, e a revista Time .

### De onde viemos?
Em seu livro De onde viemos? Knohl apresenta sua teoria do começo israelita. De acordo com a legenda, o objetivo do livro é decifrar o código genético da Bíblia Hebraica, ou mais especificamente, abordar questões relacionadas à gênese do povo judeu, à raiz de seu sistema de crenças e à origem de suas leis e tradições.
Knohl baseia-se em evidências arqueológicas e uma leitura crítica do texto bíblico. Ele afirma que os israelitas se tornaram uma nação no século XII a.C. por meio do entrelaçamento de três grupos etnicamente relacionados, e que a Bíblia representa uma integração das crenças desses grupos.
O primeiro grupo são os hicsos, que eram originalmente escravos cananeus que assimilaram a população egípcia e governaram o país por 100 anos, começando em 1 638 a.C.. Este grupo foi banido do Egito no século XV a.C. após a queda de sua dinastia. É desse grupo que as histórias sobre a grandeza de José se originaram, bem como a ideia do banimento israelita do Egito. Também se encontram descrições anormais do clima, como o Nilo se transformando em sangue, em fontes egípcias como o Papiro Ipuur . Outras fontes para o nosso conhecimento dos hicsos, de acordo com Knohl, incluem o livro do historiador judeu Flávio Josefo, Contra Apião .
O mito de Abraão e sua jornada para Canaã se originou, de acordo com Knohl, com um grupo que emigrou de Mitani após a queda deste reino nas mãos de Salmanaser I.
Um terceiro grupo foram escravos que escaparam do Egito e foram responsáveis por perpetuar o mito da escravidão israelita no Egito, a construção das cidades Pitom e Ramessés e a experiência de fugir do Egito. Segundo Knohl, este terceiro grupo, o Apiru (relacionado à palavra Hebreu), escapou do Egito no ano de 1 208 a.C. durante o reinado do faraó Merneptá, filho de Ramessés II, que construiu a cidade de Ramessés. Segundo Knohl, foi esse grupo de escravos fugidos que trouxe com eles a ideia do monoteísmo, que foi concebida pelo faraó Aquenáton. A caminho de Canaã, os Apiru passaram por Midiã e aceitaram o Javé como o nome de seu Deus, bem como a tradição de não representar Deus através de imagens ou estátuas.
Segundo o cálculo de Knohl, o tempo decorrido desde o início da dinastia hicsa até a fuga de Apiru foi exatamente de 430 anos, o que coincide com o tempo da permanência israelita no Egito, conforme Êxodo 12:41.

## Livros
- The Conception of God and Cult in the Priestly Torah and in the Holiness School, (Doctoral Dissertation, 1988).
- The Sanctuary of Silence: The Priestly Torah and the Holiness School, (Jerusalem: Magnes Press, 1992. Hebrew. Minneapolis: Fortress Press, 1995. English).
- The Messiah Before Jesus: The Suffering Servant of the Dead Sea Scrolls, (Jerusalem: Schocken Press, 2000. Hebrew. Berkeley: University of California Press, 2000. English).
- The Divine Symphony: The Bible's Many Voices, (Philadelphia: Jewish Publication Society, 2003).
- Biblical Beliefs:  The Borders of the Biblical Revolution, (Jerusalem: Magnes Press, 2007). Hebrew.
- Where Are We From?: The Genetic Code of the Bible, (Tel Aviv: Dvir Press, 2008). Hebrew.
- Messiahs and Resurrection in the 'Gabriel Revelation, (London: Continuum, 2009).
- Ha-Shem: The Secret Numbers of the Hebrew Bible and the Mystery of the Exodus from Egypt, (Tel Aviv: Dvir Press, 2012). Hebrew
- How the Bible was Born (Kinneret - Dvir, Modi'in, 2018). Hebrew.

## Artigos
- 'The Acceptance of Sacrifices from Gentiles', Tarbiz, 48 (1979), pp. 341–345 (Heb.)
- 'A Parasha Concerned with Accepting the Kingdom of Heaven', Tarbiz, 53 (1983), pp. 11–32 (Heb.)
- 'The Priestly Torah Versus the Holiness School: Sabbath and the Festivals', HUCA, 58 (1987), pp. 65–118.
- ‘The Priestly Torah Versus the Holiness School: Ideological Aspects’, Proceedings of the Tenth World Congress of Jewish Studies, Jerusalem 1990, pp. 65–118.
- 'The Sin-Offering Law in the 'Holiness School', Tarbiz 59 (1990), pp. 1–10 (Heb.).
- 'Post-Biblical Sectarianism and Priestly Schools of the Pentateuch: The Issue of Popular Participation in the Temple Cult on Festivals', Tarbiz 60 (1991), 139-146 (Heb.).
- 'נגלות ונסתרות' - 'Uncovering and Concealment of Torah' JQR Supplement 1994 pp. 99–104.
- 'Biblical Attitudes to Gentiles Idolatry' Tarbiz, 64 (1995), pp. 5–12 (Heb.)
- 'Between Voice and Silence: The Relationship between Prayer and Temple Cult' Journal of Biblical Literature 115 (1996) pp. 17–30.
- ‘Re-Considering the Dating and recipient of Miqsat Ma’ase ha-Tora’, Hebrew Studies 37 (1996), pp. 119–125.
- ‘In the Face of Death’ in: A. Baumgarten (ed.), Self, Soul and Body in Religious Experience, Numen Sup. 78, Leiden 1998, pp. 87–95.
- ‘On “The Son of God”, Armillus and Messiah Son of Joseph’, Tarbiz, 68 (1998), 13-38.
- ‘The Guilt Offering of the Holiness School’, Vetus Testamentum, 54 (2004), pp. 516–526.
- 'Studies in the Gabriel Revelation', Tarbiz 76 (2007), 303-328
- ''"By Three days Live", Messiahs, Resurrection and Ascent to Heaven in Hazon Gabriel, The Journal of Religion 88 (2008), 147-158.
- 'Coupling of Holiness Concepts and Broadening of Holiness Circles in the Editorial Layer of the Torah', Tarbiz 78:4 (2009), 9 pp. (Heb.).
- 'Sacred Architecture: The Numerical Dimensions of Biblical Poems', VT 62 (2012), pp. 189–97.
- 'Psalm 68: Structure, Composition and Geography', Journal of Hebrew Scriptures; (2012), Vol. 12.
- 'The Original Version of Deborah's Song and it's Numerical Structure', VT 66 (2016), pp. 45–65.
- 'From the Birth of the Bible to the Beginnings of Kabbala', Kabala 36 (2017), 193-226.
- 'Jacob-el in the Land of Esau and the Roots of Biblical Religion', VT 67 [2017] 481-484.

#### Artigos em coautoria
- Israel Knohl e S. Talmon, 'Um Calendrical Scroll de uma caverna de Qumran: Mismarot Ba, 4Q431' em: D. Wright, DN Freedman e A. Hurvitz (eds. ), Romãs e sinos dourados, Eisenbrauns, Winona Lake 1995, pp.   267-301.
- Israel Knohl e S. Talmon 'A Calendrical Scroll from Qumran Cave 4' em: MV Fox et al (eds. ) Texto, templos e tradições, Eisenbrauns, Winona Lake 1996, pp.   65-71.
- Israel Knohl e S. Naeh, 'Estudos na Torá Sacerdotal: Lev. 7: 19-21 ', em: S. Japhet (ed. ), A Bíblia à luz de seus intérpretes, Jerusalém 1994, pp.   601-612.
- Israel Knohl e S. Naeh, 'Milluim Ve-Kippurim', Tarbiz, 62 (1992) 17-44 (Heb. )

### Antologias
- ' From Fear to Love', in: L. Mazor (ed.), Job in the Bible, Thought and Art, Jerusalem 1995, pp. 89–103 (Heb.).
- ‘Human Freedom in the Bible’ in: Human Dignity and Freedom in the Jewish Heritage, Proceedings of the President’s Study Group on  the Bible and Sources of Judaism, Jerusalem 1995, pp. 60–70 (Heb.).
- ‘Two Aspects of the “Tent of Meeting"', in: M. Cogan, B. Eichler and J. H. Tigay (eds.)  Tehillah le-Moshe, Eisenbrauns, Winona Lake 1997, pp. 73–79.
- ‘Cain – The Forefather of Humanity’, in: C. Cohen et al (eds.), Sefer Moshe, The Moshe Weinfeld Jubilee Volume, Eisenbrauns, Winona Lake, Indiana 2004, 63-68.
- ‘Religion and Politics in Psalm , in S. M. Paul et al (eds.), Emanuel, Studies in Hebrew Bible, Septuagint and Dead Sea  Scrolls in Honor of Emanuel Tov, Leiden 2003, pp. 725-727.
- ‘Sin, Pollution and Purity: Israel', in S. I. Johnston (ed.), Religions of the Ancient World: A Guide, Harvard University Press, Cambridge MA 2004, 502-504.
- ‘New Light on the Copper Scroll and 4QMMT’, in: G. J. Brooke and P. R. Davis (eds.), Copper Scroll Studies, Journal for the Study of the Pseudepigrapha Supplement Series 40 , Sheffield 2002, pp. 233–257.
- ‘Axial Transformations within Ancient Israelite Priesthood’ in: J. P. Arnason, S.N. Eisenstadt, and B. Wittrock (eds.), Axial Civilizations and World History, Brill, Leiden 2004, pp. 199–222.
- ‘Cain: Son of God or Son of Satan’, in: N. B. Dohrmann and D. Stern (eds.), Jewish Biblical Interpretation in a Comparative Context, The University of Pennsylvania Press, Philadelphia, 2008, 37-50.
- ‘Nimrod Son of Cush, King of Mesopotamia, and the Dates of P and J’, in: V. A. Hurowitz (ed.) Birkat Shalom,  S. Paul Jubilee Volume . Eisenbrauns, Winona Lake, Indiana, 2008, 45-52.
- "The Figure of Melchizedek in the Hebrew Bible, the Dead Sea Scrolls and the New Testament’ in : R. A. Clements and D. R. Schwartz (eds.), Text, Thought and Practice in Qumran and Early Christianity – Proceedings of the Ninth International Orion Symposium, Brill, Leiden 2009, 255-266.
- 'The Bible Reworked at Qumran: The Temple Scroll and 4QReworked Pentateuch', in: M. Kister (ed.) The Qumran Scrolls and their World, Vol. 1, Yad Ben-zvi Press, Jerusalem 2009, 143-156 (Heb.).
- God's Victory over ‘The Olden Gods’: Theological Corrections in Deuteronomy 33.12, 27, in: A. Brenner and F. H. Polak (eds.), Words, Ideas, Worlds, Biblical Essays in Honour of Yairah Amit, Sheffield 2012, 145-149.
- 'A Hurrian Myth in a late Jewish Text: Sepher Zerubavel', in: G. Bohak, R. Margolin and I. Rosen – Zvi, (eds.), Myth, Ritual and Mysticism, Tel Aviv 2014, 73-84 [Heb.].
- 'P  and the Traditions of  Northern Syria and Southern Anatolia' in:  F. Landy,  L. Trevaskis & B. Bibb (eds.)  Text, Time, and Temple edited, Sheffield 2015, 63-69.